# Miquel Torres
Miquel Torres Bernades (Sabadell, Barcelona, España; 24 de enero de 1946) es un exnadador y exwaterpolista español. En Roma 1960 se convirtió en el deportista olímpico más joven de la historia de España y en Leipzig 1962 fue el primer nadador español que logró subir al podio en un Campeonato Europeo. Fue presidente del Club Natació Sabadell entre 2011 y 2017.

## Biografía

### Como deportista
En 1956 ingresó en el Club Natació Sabadell, donde empezó practicando el ciclismo, antes de especializarse en la natación, deporte en el que logró sus mayores éxitos. Fue campeón de España en 30 ocasiones, 22 en el campeonato de verano y ocho en invierno. Fue plusmarquista nacional en 66 ocasiones, estableciendo 28 récords de España en piscina de 25 metros y otros 38 en piscina de 50 metros. Su palmarés también incluye 17 campeonatos de Cataluña y la victoria en la Travesía al Puerto de Barcelona de 1960.
Con la selección española de natación fue internacional en 51 ocasiones. Participó en los Juegos Olímpicos de Roma 1960, en Tokio 1964 y en México 1968. Fue el primer nadador español en lograr una medalla continental, con el subcampeonato en los 1500 metros estilo libre del Campeonato Europeo de Natación de 1962. Un año más tarde logró una medalla de oro de los Juegos Mediterráneos de 1963, en la misma modalidad. 
Además de la natación, practicó también el waterpolo, especialmente en los últimos años de su carrera deportiva. Disputó 19 partidos internacionales con la selección española entre 1967 y 1970.

### Como técnico y dirigente deportivo
Desde su retirada se ha especializado en la gestión deportiva. Empezó trabajando para el CN Sabadell la temporada 1969-70 y a continuación fue entrenador de la Unión Deportiva Las Palmas, hasta 1974. Logró los mayores éxitos de la historia de la sección de natación del club canario, incluyendo un campeonato de España, entre otros triunfos. Posteriormente se incorporó a la Real Federación Española de Natación como director técnico deportivo. Fue también director deportivo del Club Natació Atlètic Barceloneta y del Club Natació Montjuïc.
En 1988 fue nombrado director técnico de natación de los Juegos Olímpicos de Barcelona 1992. Posteriormente fue encargado de gestionar la herencia de la cita olímpica como director de la Fundación Barcelona Olímpica, fundada en 1993. Desde esta institución estuvo al frente de la Galería Olímpica del Estadio de Montjuïc, antecedente del Museo Olímpico y del Deporte Joan Antoni Samaranch, inaugurado en 2007 y del que fue su primer director, hasta su jubilación en 2011. Ese mismo año fue elegido presidente del CN Sabadell. Se mantuvo en el cargo hasta 2017, cuando perdió las elecciones para renovar por un segundo mandato.

### Vida familiar
Miquel Torres es hermano del boxeador Antonio "Ton" Torres, bicampeón de España de peso wélter. Así mismo, está casado con la nadadora Maria Ballesté que, como Torres, fue olímpica en Tokio 1964.

## Premios y reconocimientos
- Medalla de Plata al Mérito Deportivo de la Delegación Nacional de Educación Física y Deportes (1962)[5]
- Premio al mejor deportista del año de Sabadell (1960, 1961 y 1962)[6]
- Trofeo Joaquín Blume, al mejor deportista español joven, de los Premios Nacionales del Deporte (1960)
- Copa Luis de Arana, al deportista español más destacado internacionalmente, de los Premios Nacionales del Deporte (1962)
- Premio al mejor deportista español del año de El Mundo Deportivo (1962)
- Placa de honor de la Real Federación Española de Natación (1966)[7]
- Medalla de oro de servicios distinguidos de la Real Federación Española de Natación (1966)[8]